# Ślęza Wrocław (koszykówka kobiet)

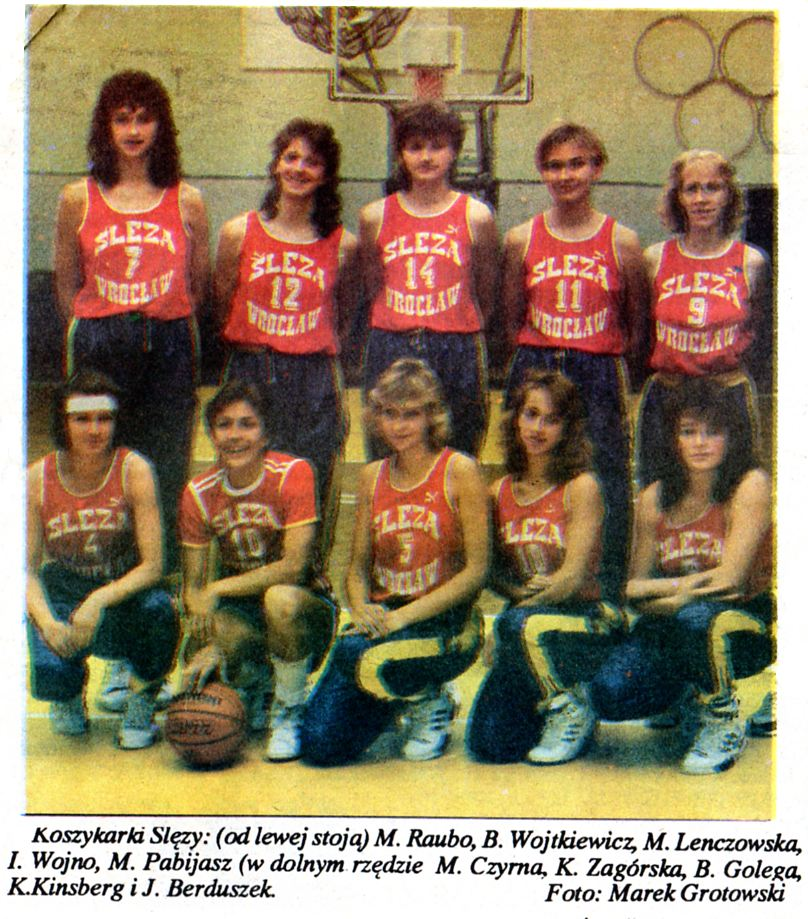
Skład Ślęzy Wrocław w sezonie 1990/91.

Ślęza Wrocław – wrocławski żeński klub koszykarski, mistrz Polski w latach 1987 i 2017.

## Historia
Klub powstał w 1953 roku jako sekcja I KS Ślęza Wrocław.
W grudniu 2003 r. z powodu problemów finansowych Ślęza Wrocław ogłosiła upadłość żeńskiej sekcji koszykarskiej. Jednak kilka miesięcy później, głównie za sprawą jednej z koszykarek wrocławskiego zespołu, Ingridy Ryng sekcja powstała ponownie.
Od 2011 WTK Ślęza występuje jako 1 KS Ślęza Wrocław i stało się integralną częścią najstarszego wrocławskiego klubu sportowego 1 KS Ślęza Wrocław.
Po dwóch sezonach w I lidze Koszykówki Kobiet (2012/2013, 2013/2014), drużyna wywalczyła awans do najwyższej klasy rozgrywkowej i od sezonu 2014/2015 występuje w rozgrywkach Basket Ligi Kobiet.

## Skład w sezonie 2021/2022
Stan na 12 listopada 2022, na podstawie.
| Nr | Poz. | Nar.                 | Nazwisko i imię      | Data urodzenia | Wzrost | Masa ciała |
| -- | ---- | -------------------- | -------------------- | -------------- | ------ | ---------- |
| 2  | G    | Polska               | Kuczyńska, Wiktoria  | 2001-01-24     | 168 cm |            |
| 3  | G    | Polska               | Drop, Julia          | 1995-01-13     | 174 cm |            |
| 10 | F    | Polska               | Stefańczyk, Karolina | 1999-05-12     | 182 cm |            |
| 11 | SF   | Polska               | Jasińska, Anna       | 2002-10-17     | 181 cm |            |
| 12 | G    | Stany Zjednoczone    | Wilson, Dominique    | 1994-04-17     | 173 cm |            |
| 13 | C    | Stany Zjednoczone    | Bright, Patricia     | 1991-07-05     | 193 cm |            |
| 14 | C/F  | Słowacja             | Fekete, Michaela     | 1994-07-28     | 190 cm |            |
| 15 | F    | Polska               | Jasnowska, Monika    | 1992-08-29     | 182 cm |            |
| 21 | SF   | Polska               | Jakubiuk, Anna       | 1994-04-17     | 182 cm |            |
| 23 | F    | Polska               | Szmyrka, Agata       | 2001-01-12     | 180 cm |            |
| 33 | C/F  | Bośnia i Hercegowina | Zubac, Nikolina      | 1998-04-29     | 175 cm |            |

Trener:  Arkadiusz Rusin
 Asystenci: Krzysztof Wilkosz

## Skład w sezonie 2020/2021
Stan na 4 stycznia 2021, na podstawie.
| Nr | Poz. | Nar.              | Nazwisko i imię    | Data urodzenia | Wzrost | Masa ciała |
| -- | ---- | ----------------- | ------------------ | -------------- | ------ | ---------- |
| 1  | G    | Stany Zjednoczone | Sutton, Alecia     | 1998-12-17     | 173 cm |            |
| 4  | G    | Polska            | Klatt, Patrycja    | 1996-03-27     | 170 cm |            |
| 9  | F    | Polska            | Dobrowolska, Agata | 1992-03-26     | 188 cm |            |
| 11 | SF   | Polska            | Jasińska, Anna     | 2002-10-17     | 181 cm |            |
| 12 | SF   | Polska            | Tyszkiewicz, Julia | 1996-06-09     | 180 cm |            |
| 13 | C/F  | Chorwacja         | Dedić, Nina        | 1996-11-17     | 188 cm |            |
| 14 | G/F  | Polska            | Puter, Bożena      | 2000-02-27     | 182 cm |            |
| 21 | SF   | Polska            | Jakubiuk, Anna     | 1994-04-17     | 182 cm |            |
| 22 | C/F  | Polska            | Poleszak, Dominika | 1997-01-21     | 185 cm |            |
| 24 | C/F  | Stany Zjednoczone | Jones, Stephanie   | 1998-07-10     | 188 cm |            |
| 77 | G    | Słowacja          | Dudášová, Nikola   | 1995-03-17     | 175 cm |            |

Trener:  Arkadiusz Rusin
 Asystenci: Krzysztof Wilkosz

## Sukcesy
|  | Złoty medal mistrzostw Polski   | 1987, 2017                         |
|  | Srebrny medal mistrzostw Polski | 1982, 1984, 1985, 1986             |
|  | Brązowy medal mistrzostw Polski | 1993, 2001, 2002, 2016, 2018, 2025 |

## Zawodniczki

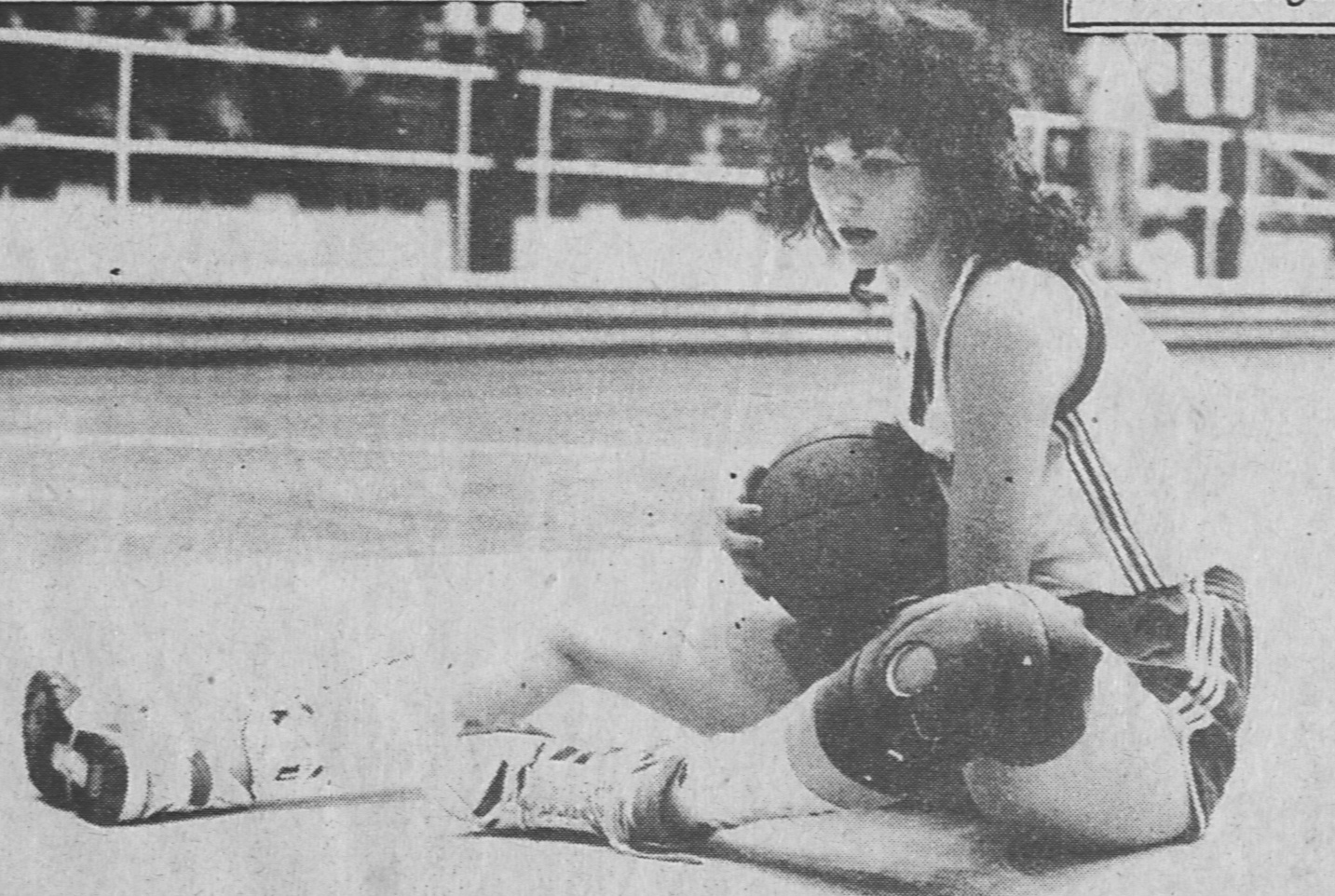
Małgorzata Raubo, koszykarka Ślęzy w 1991 r.

Do najlepszych koszykarek klubu należały: Janina Gerycz-Spisacka, Urszula Sarna, Mariola Pawlak, Violetta Kuźbik, Maria Bubik-Stawinoga, Teresa Elster, Krystyna Zagórska, Joanna Cupryś, Agnieszka Szott-Hejmej i Ingrida Ryng. Mariola Pawlak w 1980 r. z reprezentacją Polski zdobyła brązowy medal na Mistrzostwach Europy w koszykówce kobiet, rozegranych w Banja Luce.

### Skład mistrzowski z 1987
- Pierwsza piątka: Mariola Pawlak, Teresa Kępka-Swędrowska, Daniela Jakóbczyk, Krystyna Zagórska (kpt), Violetta Kuźbik.
- Pierwsza wchodząca: Ewa Sitarz.
- Trener: Zbigniew Fajbusiewicz.

### Skład mistrzowski z 2017
- Nikki Greene, Patrycja Jaworska, Agnieszka Kaczmarczyk, Marissa Kastanek, Magdalena Koperwas, Agnieszka Majewska, Anna Matras, Kateryna Rymarenko, Sylwia Siemienas, Zuzanna Sklepowicz, Agnieszka Skobel, Kourtney Treffers, Julia Tyszkiewicz, Marta Wdowiuk, Sharnee Zoll, Małgorzata Zuchora[4]

### Zagraniczne
(Stan na 2 września 2020 – do uzupełnienia)

- Neringa Zakalskienė (1991–1993)
- Elena Ivanovskaja (1993–1995)
- Elena Łomako (1993–1995)
- Dilara Weliszajewa (1995–1998)
- Elena Fedoriak (1995–1997)
- Ingrida Ryng (1996–1999, 2000/2001, 2002/2003)
- Jannon Roland (1999/2000)
- Diana Razmaite (1999/2000)
- Kacy Moffitt (2000/2001)
- Jenny Mowe (2001/2002) ¹
- Kristi Rose (2001/2002)
- Adrianne Ross (2014/2015)
- Gloria Brown (2014/2015)
- Jhasmin Player (2014/2015)
- Chineze Nwagbo (2015) /
- Marissa Kastanek (2015–2018)
- Chay Shegog (2015/2016)
- Sharnee Zoll (2015–2018) ¹
- Kourtney Treffers (2016–2018)
- Nikki Greene (2016/2017) ¹
- Kateryna Rymarenko (2016/2017)
- Janis Ndiba (2017/2018)
- Tania Pérez Torres (2017/2018)
- Tijana Ajduković (2017/2018)
- Sonia Ursu-Kim (2017/2018)
- Elīna Babkina (2018)
- Sydney Colson (2018/2019) ¹
- Lea Miletić (2018/2019)
- Terézia Páleníková (2018/2019)
- Taisija Udodenko (2018/2019)
- Britney Jones (2019)
- Sanja Mandić (2019)
- Ana Poček (2019)
- Dajana Butulija (2020)
- Cierra Burdick (2018–2020) ¹
- Abigail Glomazic (2019–2020)
- Nevena Jovanović (2019–2020)
- Talia Caldwell (2019–2020)
- Nikola Dudášová (od 2020)
- Nina Dedić (od 2020)

¹ – zawodniczki z wcześniejszym doświadczeniem w WNBA